# 腓尼基阶梯

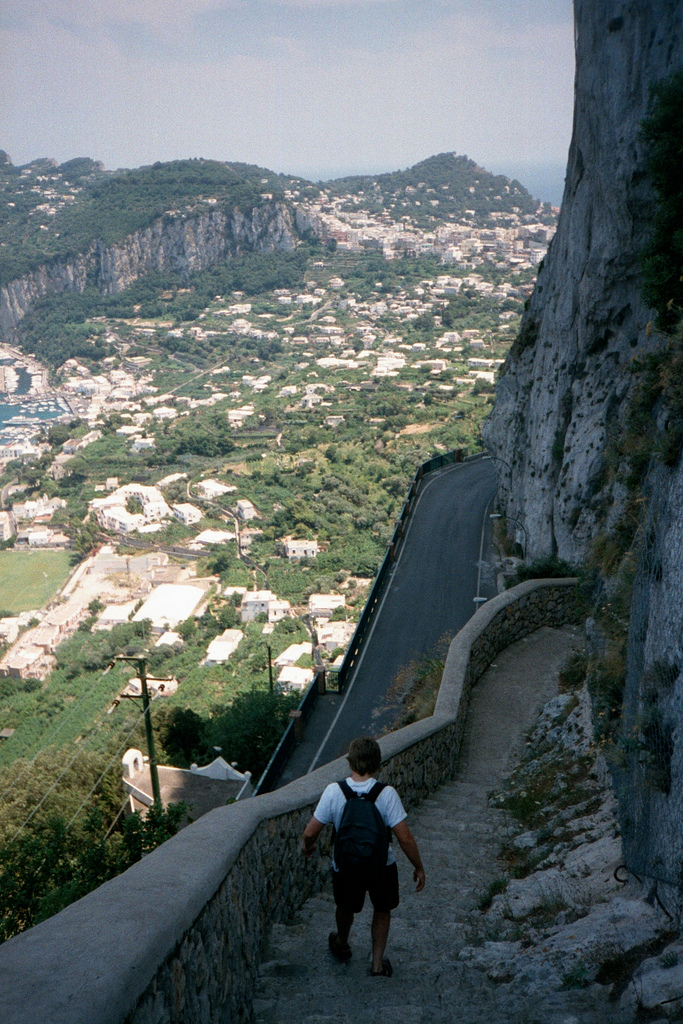
自腓尼基阶梯俯瞰卡普里岛镇

腓尼基阶梯（La Scala Fenicia）是一组漫长而陡峭的石阶，位于意大利卡普里岛，连接卡普里与阿纳卡普里。但是，石阶可能为古希腊殖民者所建，而非腓尼基人所建。
在修筑公路以前，腓尼基阶梯是到达阿纳卡普里的唯一手段，阿纳卡普里高出地中海几百英尺。
腓尼基阶梯的上端靠近阿克塞尔·蒙特所建的圣弥额尔别墅。